# Gymnasium Sorau
Das Gymnasium Sorau bestand von 1818 bis 1939 in der Niederlausitz.

## Geschichte
Bereits im späten Mittelalter gab es eine Schule an der Stadtkirche von Sorau, die 1540 durch den reformatorischen Rektor Theodor, der von Melanchthon geschickt worden war, einige Bekanntheit erlangte. Seit 1560 konnte sie Schülern die Zugangsberechtigung zum Universitätsstudium  verleihen. Um 1635 wurde der Schulbetrieb eingestellt. 1701 wurde die Schule neu eröffnet. Zwischen 1767  und 1793 gab es insgesamt 791 neue Schüler.
Nach dem Übergang der Niederlausitz von Sachsen zu Preußen wurde 1818 ein Gymnasium anstelle des bisherigen Lyzeums gebildet, wie auch in Guben und Luckau. Dieses wurde weiter von der Stadt unterhalten, mit Unterstützung der staatlichen Verwaltung (Compatronat). 1834/1835 wurde ein neues Schulgebäude gebaut. Die Anzahl der Schüler betrug in dieser Zeit jährlich etwa  120 bis 180. Seit 1886 war es ein Königliches Gymnasium unter staatlicher Verwaltung.
Seit etwa 1920 hieß es Staatliches Gymnasium. 1926/27 stieg die Anzahl der Mädchen von 6 auf 23, was besonders auf Druck einiger Eltern möglich war. Nach 1930 wurde es in ein Reformrealgymnasium umgewandelt, seit etwa 1939 war es eine höhere Oberschule für Jungen.
1945 wurde das Gebäude zerstört oder von der polnischen  Schulverwaltung übernommen. Gegenwärtig befindet sich dort das Liceum im. Bolesława Prusa in der ul. Podwałe 16.

## Persönlichkeiten
Der bekannteste Schüler war der spätere Dichter Christian Morgenstern, über dessen Sorauer Schuljahre 1890 bis 1892 einige Zeugnisse erhalten sind.
Direktoren
- Carl Friedrich Adler, 1815–1853[4]
- Wilhelm Schrader (1817–1907), 1853–1856
- Hermann Liebaldt, 1856–nach 1862
- Edmund Hedicke (1840–1923/24), 1883–1898
- Friedrich Schlee, 1898–nach 1903[5]
- Emil Engelmann (1861–1945), 1905–1926
- Erich Keller, 1926–1934[6]

Weitere Lehrer
- Albert Detto, 1869–
- Hermann Franke, mindestens 1890–1892, Gesangslehrer
- Paul Ilgen, mindestens 1890–1892, Deutsch, Freimaurer

Schüler
- Christian Müller (1666–1746), Pädagoge

- Benjamin Gottfried Weinart (1715–1795)
- Johann Samuel Petri

- Johann Karl Erler
- Otto Fischer, Theologe
- Christian Morgenstern, 1890–1892 Abitur[7][8][9]
- Ernst Eduard Kummer
- Heinrich Steinhausen
- Max Hildebrand
- Joachim Curd Niedlich